# Mostra de Venise 1999
La Mostra de Venise 1999 — ou la 56e édition de la Mostra de Venise ou encore la 56e édition du Festival international du film de Venise (en italien : 56ª edizione della Mostra internazionale d'arte cinematografica) — est un festival de cinéma international qui s'est tenu à Venise en Italie du 1er au 11 septembre 1999.
Le film Eyes Wide Shut de Stanley Kubrick est projeté en ouverture du festival.

## Jury
- Emir Kusturica (président, Bosnie-Herzégovine), Arturo Ripstein (Mexique), Marco Bellocchio (Italie), Cindy Sherman (É.-U.), Jean Douchet (France), Shozo Ichiyama (Japon), Maggie Cheung (Hong Kong), Jonathan Coe (Grande-Bretagne).
  - Jury international Corto-Cortissimo : Érick Zonca (président, France), Hilke Döring (Allemagne), Andrea Occhipinti (Italie).
  - Jury Œuvre Première : Claire Denis (président, France), Férid Boughedir (Tunisie), Kent Jones (É.-U.), Morando Morandini (Italie), Ferzan Özpetek (Italie).

## Films en compétition
- Banlieue nord (Nordrand) de Barbara Albert
- La Tête dans le carton à chapeaux (Crazy in Alabama) d'Antonio Banderas
- Holy Smoke de Jane Campion
- Appassionate de Tonino De Bernardi
- The Venice Project de Robert Dornhelm
- Une liaison pornographique de Frédéric Fonteyne
- Le Vent de la nuit de Philippe Garrel
- L'Œuvre de Dieu, la Part du Diable (The Cider House Rules) de Lasse Hallström
- Pas de scandale de Benoît Jacquot
- Fantasmes (거짓말, Gojitmal) de Jang Sun-woo
- Le vent nous emportera (Bad ma ra khahad bord) d'Abbas Kiarostami
- Topsy-Turvy de Mike Leigh
- Jesus' Son d'Alison Maclean
- Le Mal (Mal) d' Alberto Seixas Santos
- Une semaine de la vie d’un homme (Tydzień z życia mężczyzny) de Jerzy Stuhr
- Rien à faire de Marion Vernoux
- A domani de Gianni Zanasi
- 17 ans (过年回家, Guo nian hui jia) de Zhang Yuan
- Pas un de moins (一个都不能少, Yi ge dou bu neng shao) de Zhang Yimou

## Palmarès
- Lion d'or (du meilleur film) : Pas un de moins (一个都不能少, Yi ge dou bu neng shao) de Zhang Yimou
- Grand prix spécial du jury : Le vent nous emportera (Bad ma ra khahad bord) d'Abbas Kiarostami
- Lion d'argent (du meilleur réalisateur) : Zhang Yuan pour 17 ans (过年回家, Guo nian hui jia)
- Coupe Volpi de la meilleure interprétation masculine : Jim Broadbent dans Topsy-Turvy de Mike Leigh
- Coupe Volpi de la meilleure interprétation féminine : Nathalie Baye dans Une liaison pornographique de Frédéric Fonteyne
- Prix Marcello-Mastroianni (jeune acteur ou actrice) : Nina Proll dans Banlieue nord de Barbara Albert
- Prix Luigi-De-Laurentis (de la meilleure première œuvre) : Questo è il giardino de Giovanni Davide Maderna

- Lion d'or pour l'ensemble de la carrière : Jerry Lewis